# Бджолоїдка малинова
Бджолоїдка малинова (Merops nubicus) — вид сиворакшоподібних птахів родини бджолоїдкових (Meropidae).

## Поширення
Вид поширений в тропічній Африці північніше екватора від Мавританії до Еритреї та Сомалі і на південь до Танзанії. Мешкає у лісистих саванах та вологих луках.

## Опис
Дрібний птах, завдовжки до 38 см. Оперення переважно багряно-червоне, з синьо-зеленою короною і горлом, а також бірюзово-блакитними щоками, крупом і черевом. Через очі проходить чорна смуга. Центральні хвостові пера довші за інші. Дзьоб чорний, довгий і тонкий, вигнутий донизу.

## Спосіб життя
Раціон складається з летючих комах, переважно перетинчастокрилих (в основному з літаючих мурах), а також жуків, бабок, прямокрилих та метеликів. Гніздяться в численних колоніях, що можуть налічувати тисячі пар. Кожна пара будує гніздо, викопуючи в піщаних урвищах довгі тунелі, завдовжки до 2 м. Самиця відкладає 5-6 білих яєць.